# JR貨物UG8D形コンテナ
UG8D形コンテナは、日本貨物鉄道（JR貨物）輸送用として籍を編入している12 ft私有コンテナ（電源コンテナ）である。
2000年度より製造された。

## 概要
本形式の数字部位 「 8 」は、コンテナの容積を元に決定される。このコンテナ容積8 m3の算出は、厳密には端数四捨五入計算の為に、内容積7.5 m3 - 8.4 m3の間に属するコンテナが対象となる
。また形式末尾のアルファベット一桁部位 「 D 」は、コンテナの使用用途（主たる目的または、構造）が 「 特殊 」を表す記号として付与されている。

## 特記事項
海上輸送用冷凍コンテナを貨車輸送する際の電源としてディーゼル発電機を搭載し、コキ106形に40 ftコンテナと一緒に積載する。

## 番台毎の概要

### 0番台
1 - 5
中村荷役所有、総重量1.8 t。